# Hey-Hey-Hey-Hey!
A canção Hey-Hey-Hey-Hey, também conhecida como Hey-Hey-Hey-Hey! (Goin 'Back to Birmingham), foi escrita por Little Richard e gravada em 9 de maio de 1956 no J&M Studio, New Orleans, Louisiana, (supervisionado por Bumps Blackwell). 

## Gravação e lançamento
Em 1955, Little Richard gravou duas versões diferentes de "Kansas City" de Jerry Leiber e Mike Stoller: uma em 13 de setembro (supervisionada por Bumps Blackwell) e outra em 29 de novembro (com cinco vocalistas, supervisionada por Art Rupe). A primeira versão, que segue de perto a gravação original de 1952 por Little Willie Littlefield para os primeiros dois versos, não foi lançada até novembro de 1970, no álbum de compilação Well Alright!. A segunda versão, que tinha sido substancialmente re-trabalhada por Little Richard (em particular, apresentava um novo refrão começando com as palavras, "Hey, hey, hey, hey; Hey baby, hey child, hey now"") foi lançado em março de 1959 no álbum  The Fabulous Little Richard e em abril de 1959 como single após o sucesso do hit de Wilbert Harrison.
"Hey-Hey-Hey-Hey" foi gravada seis meses após a segunda versão de "Kansas City", incorporando o mesmo refrão. No entanto, como "Hey-Hey-Hey-Hey" foi lançado em 1958 - com a escrita creditada exclusivamente a Richard Wayne Penniman (Little Richard) - o público a percebeu como uma gravação anterior a "Kansas City".
Em janeiro de 1958, a Specialty Records lançou a canção como lado B de "Good Golly, Miss Molly" e, em julho de 1958, na compilação Little Richard.

### Créditos
- Little Richard – vocal, piano
- Lee Allen – líder, sax tenor
- Alvin "Red" Tyler – sax baritone
- Edgar Blanchard – guitarra
- Ernest McLean – guitarra
- Frank Fields – baixo
- Earl Palmer – bateria

## Versões cover
Os Beatles cantaram a canção já em 5 de setembro de 1962, no Cavern Club em Liverpool, e em dezembro daquele ano no Star-Club em Hamburgo. – Em 1964, o grupo lançou os álbuns Beatles for Sale (Reino Unido) e Beatles VI (EUA) apresentando um arranjo de "Kansas City" baseado na versão emitida de Little Richard.
"Hey-Hey-Hey-Hey" foi gravada por Bob Seger durante a sessão de gravação que produziu seu cover de "Blue Monday" de Fats Domino para o álbum de trilha sonora de Road House de 1989. A versão de Seger permaneceu inédita até 2011, quando foi lançado como o single principal no álbum de retrospectiva Ultimate Hits: Rock and Roll Never Forgets.